# Cmentarz rzymskokatolicki w Biszczy
Cmentarz rzymskokatolicki w Biszczy – nekropolia rzymskokatolicka w Biszczy, utworzona na potrzeby miejscowej ludności katolickiej w 1919 r., użytkowana do dzisiaj.

## Historia i opis
Cmentarz założono w 1919 r. wraz z erygowaniem miejscowej parafii katolickiej. Najstarsze istniejące nagrobki pochodzą z 1925 r. Nekropolia jest wciąż czynna.
Obiektami przedwojennej sztuki sepulkralnej nekropolii są krzyże łacińskie na postumentach, postumentach z nadstawami oraz na stellach, stiukowe nagrobki figuralne i słupy z wnękami na świątki. Wśród budulców współczesnych nagrobków dominują lastriko, beton i kamień.
Na cmentarzu wyróżniają się: mogiła mieszkańców wsi Biszcza, zamordowanych w styczniu i lipcu 1943 r., grób kuriera AK Antoniego Kurowskiego ps. "Zajączek" oraz mogiłę profesora KUL-u Franciszka Mazurka.